# Міло (муніципалітет)
Міло (італ. Milo, сиц. Milu) — муніципалітет в Італії, у регіоні Сицилія, метрополійне місто Катанія.
Міло розташоване на відстані близько 520 км на південний схід від Рима, 160 км на схід від Палермо, 23 км на північ від Катанії.
Населення — 1076 осіб (2014).
Щорічний фестиваль відбувається останньої неділі липня. Покровитель — Андрій Первозваний.

## Демографія
Населення за роками:

Станом на 1 січня 2023 року в муніципалітеті офіційно проживало 26 іноземців з 14 країн, серед них 13 громадян країн Євросоюзу та 1 громадянин України.

## Сусідні муніципалітети
- Джарре
- Сант'Альфіо
- Цафферана-Етнеа